# Leptodactylus cupreus
Leptodactylus cupreus é uma espécie de anfíbio da família Leptodactylidae. Endêmica do Brasil, onde pode ser encontrada no município de Ervália, no estado de Minas Gerais, e no município de Santa Teresa, no estado do Espírito Santo.